# Estádio Luiz Stevan de Siqueira Neto
O Estádio Municipal Luiz Stevan de Siqueira Neto, também conhecido como Zuzão, é um estádio de futebol localizado na Vila São José, no município de São Carlos, no Estado de São Paulo, é propriedade da Prefeitura Municipal de São Carlos. Seu nome é originário do esportista e futebolista Luiz Stevan de Siqueira Neto, que era conhecido como Zuza.

## História
O estádio juntamente com o Ginásio Hugo Dornfeld, foram viabilizados através do Decreto nº 111 de 1976, pelo prefeito na época Mário Maffei, e inaugurados em 1980 pelo prefeito Antonio Massei e foi  estádio foi construído onde já havia um campo de futebol público, onde haviam jogos de várzea nos fins de semana.
Em 19 de junho de 2005, o então prefeito Newton Lima Neto, inaugurou os novos vestiários que foram totalmente remodelados, e a cobertura total da arquibancada existente.
O gramado de jogo do estádio tem dimensões de 98 m de comprimento por 62 m de largura.
O estádio é usado normalmente para jogos dos campeonatos da Liga Sãocarlense de Futebol. Em 2019 as finais do Amador e do Varzeano foram pela primeira vez realizadas no estádio.